# Attention à la marche !
 (mai 2010).
Si vous disposez d'ouvrages ou d'articles de référence ou si vous connaissez des sites web de qualité traitant du thème abordé ici, merci de compléter l'article en donnant les références utiles à sa vérifiabilité et en les liant à la section « Notes et références ».
Pour la bande dessinée, voir Attention à la marche (Rat's).
Attention à la marche ! est un jeu télévisé français diffusé de 12 h 10 à 12 h 50 sur TF1 à partir du 10 mars 2001, d'abord le week-end puis tous les jours du 3 septembre 2001 au 26 juin 2010 (avec un best-of le 27 juin 2010), et remplacé par un autre jeu le lendemain, Les Douze Coups de midi, diffusé tous les jours.
Il est présenté par Jean-Luc Reichmann et est coproduit par Formidooble, la société de Jean-Luc Reichmann et Marie Schneider, et DV Prod, société créée par Hervé Hubert, filiale d'Endemol France, filiale du groupe Endemol. 

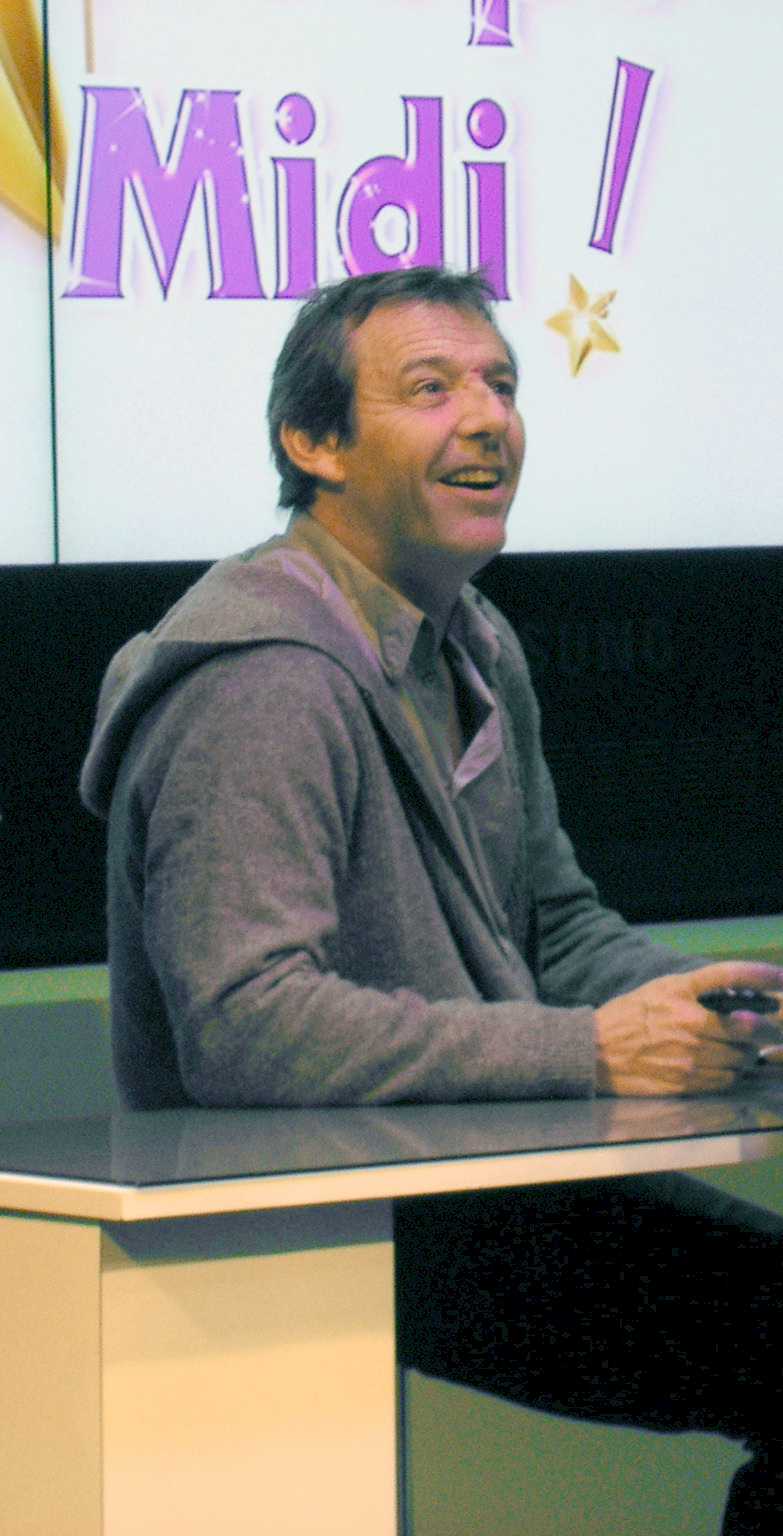
Jean-Luc Reichmann sur le stand TF1 du Mondial de l'automobile de Paris 2012.

Le jeu diffuse sa dernière émission le 26 juin 2010, à la fin de la dixième saison. Un florilège de l'émission est diffusé le 27 juin 2010 avant d'être remplacé par Les Douze Coups de midi.

## Déroulement du jeu
En semaine, le jeu fait participer des anonymes, ce sont des candidats seuls qui y participent. Le mercredi ou le samedi, ce sont des enfants ou des adolescents accompagnés de leur parent. La plupart du temps, le dimanche ce sont des célébrités qui jouent pour une association, ou alors des personnes ayant un point commun (exemple : quatre ventriloques ou quatre prestidigitateurs). Il arrive régulièrement que des célébrités jouent la première marche le samedi, et les deux dernières le dimanche.
Dans tous les cas, le but est de gravir « les marches » pour gagner une somme pouvant atteindre 20 000 € depuis 2007. 
Un seul candidat sur les 4 peut tenter de gagner cette somme, cette dernière étant partagée avec un téléspectateur.

## Anecdotes
- Jean-Luc Reichmann avait proposé Attention à la marche ! à France 2 à l'époque mais la chaîne publique ne voulait pas du programme[2].

## Émissions avec des célébrités
Lorsque des célébrités sont invitées pour jouer soit pour une association soit pour un membre du public, le déroulement du jeu est différent. Les 4 célébrités commencent directement par la 1re marche où les règles sont les mêmes. Lorsque 2 célébrités ont perdu leurs potes, les 4 célébrités passent toutes en deuxième marche (car il n'y a pas d'enjeu pour elles), les règles sont inchangées et les célébrités jouent par équipes de 2. Le duo gagnant va en finale pour remporter jusqu'à 20 000 €.

## Émissions en première partie de soirée
Cette émission est également diffusée en première partie de soirée en général deux fois par an (le réveillon de Noël puis en avril ou mai). Quatre duos de célébrités jouent en 1re marche mais il n'y a pas de deuxième marche (trois duos sont éliminés durant la 1ère Marche). Entre chaque question, des bêtisiers de l'émission quotidienne sont diffusés et des numéros sont réalisés sur le plateau (magie, jonglerie, clown, gymnastique...). La somme maximum à gagner en finale s'élevait à 100 000 € pour une association ou un membre du public et à partager avec un téléspectateur.

## Audimat
Depuis l'arrivée le 3 juillet 2006 de Tout le monde veut prendre sa place, diffusé tous les jours sur France 2, les audiences d'Attention à la marche ! ont chuté, et l'émission a fini par perdre sa place de leader sur cette tranche horaire.
Le 10 mai 2010, TF1 annonce officiellement l'arrêt de l'émission, d'un commun accord entre la chaîne, Jean-Luc Reichmann et la société de production du jeu, qui réalisait moins de 25 % de part de marché. L'émission est remplacée par Les Douze Coups de midi.
| Type         | Jour et horaire de diffusion         | Audience moyenne          | Audience moyenne | Références |
| Type         | Jour et horaire de diffusion         | Nombre de téléspectateurs | PDM              | Références |
| ------------ | ------------------------------------ | ------------------------- | ---------------- | ---------- |
| Jeu télévisé | Samedi 11 janvier 2003 (21h00-23h35) | 8 051 320                 | 37.4%            | #          |

## Versions étrangères
Le format télévisé entièrement créé en France a été exporté en cinq pays dans le monde. Initialement, le jeu télévisé a vu sa première version en Espagne avec le titre Números locos diffusé sur la chaîne Antena 3 en 2005 et présenté par Carlos Sobera. 
Une année depuis, le format a été exporté en Turquie.
En 2007, la chaîne de télévision russe Rossiya et Bibigon ont acheté le format de l'émission. En Russie, l'émission est sortie sous le nom de Ступени (Stupeni) de 2007 à 2008. L'animateur de la version russe de l'émission était Sergueï Belogolovtsev.
Au Vietnam, il y avait une émission de télévision Con số vui nhộn qui a été diffusée sur VTV9 et animée par Đại Nghĩa.
Au Portugal, l'émission Quem Quer Ganha a été brièvement diffusée sous la forme d’Attention à la marche ! du 29 juin 2009 à octobre 2009.
| Pays     | Nom de l'émission | Présentateur          | Chaîne          | Première diffusion | Dernière diffusion |
| -------- | ----------------- | --------------------- | --------------- | ------------------ | ------------------ |
| Espagne  | Números locos     | Carlos Sobera         | Antena 3        | 24 janvier 2005    | 1er juillet 2005   |
| Turquie  | Aman Dikkat!      | Vatan Şaşmaz          | Kanal 1         | 7 août 2006        | 29 décembre 2006   |
| Russie   | Ступени Stupeni   | Sergueï Belogolovtsev | Rossiya Bibigon | 3 septembre 2007   | 23 août 2008       |
| Viêt Nam | Con số vui nhộn   | Đại Nghĩa             | VTV9            | 20 décembre 2007   | 2009               |
| Portugal | Quem Quer Ganha   | Teresa Peres          | TVI             | 29 juin 2009       | Octobre 2009       |